# Hank Searls
Hank Searls (1922) is het pseudoniem van Henry Hunt, een Amerikaans schrijver, straaljagerpiloot en journalist. Getrouwd in 1959 met Bunny Cooper. Heeft twee zonen uit dit huwelijk (Hunt en Pete) en een dochter (Courtney) uit een eerder huwelijk.